# Paramochtherus
Paramochtherus is een vliegengeslacht uit de familie van de roofvliegen (Asilidae).

## Soorten
- P. fraternus Theodor, 1980
- P. haubrugei Tomasovic, 2005
- P. hierochonticus Theodor, 1980
- P. tinctus Theodor, 1980